# GPRS
A GPRS (General Packet Radio Service) egy csomagkapcsolt, IP-alapú mobil adatátviteli technológia, amelyet GSM és IS-136 mobiltelefonok használnak. A GPRS adatátvitelt a szolgáltatók a hagyományos technológiák percalapú számlázása (amely nem veszi figyelembe, hogy adatforgalom is történt-e vagy csak készenléti állapotban volt a felhasználó) helyett adatmennyiség (kilobájt) alapján számlázzák ki. Hasznosítási területe a WAP, SMS és MMS mellett az internethasználat is, beleértve az e-mailezést. Lehetővé teszi az alacsony költségű IP-alapú telefonálás mobiltelefonokba való integrálását is.
A GPRS-szel is rendelkező 2. generációs (2G) mobileszközöket gyakran nevezik 2.5G-nek is, mert színvonala a 2G és a 3G között helyezkedik el. A kihasználatlan TDMA csatornák hasznosításával a GSM rendszerekben kínál egy mérsékelt adatátviteli sebességet (elméleti határ: 171,2 kbps), amely alacsonyabb a legújabb fejlesztésekénél. Eredetileg más standardok helyett fejlesztették, de azokat ehelyett GSM-re cserélték, így csak GSM-hálózatokban használják. A GSM release 97-től van integrálva. Szabványosítását korábban az ETSI végezte, ma a 3GPP.

## A GPRS hálózat logikai felépítése
A GPRS hálózat a következő alapösszetevőkből áll:
- SGSN (Serving GPRS Support Node):

A szolgáltatási területén található mobil készülékektől, illetve mobil készülékekhez az adatcsomagok kézbesítése.
- GGSN (Gateway GPRS Support Node):

Az SGSN-től jövő adatcsomagokat megfelelő formátumra alakítja és kiküldi őket a megfelelő adathálózat felé. Másrészről pedig a bejövő adatcsomagok címzését alakítja át a célállomás GSM címévé.
- PCU (Packet Controll Unit):

Feladata, hogy a csomagkapcsolt adatokat szétválassza a hagyományos vonalkapcsolt adattól és hangtól.

## A GPRS hálózat képességei
Mobil készülékek besorolását a GPRS hálózat használhatóságának szempontjából három
osztályban csoportosítjuk:
- A osztály:

A készülék képes egyszerre a GSM és a GPRS hálózat használatára egyidőben. (Dual Transfer Mode-t használ)
- B osztály:

Képes a GSM és a GPRS hálózat használatára, de egy időben a használaton kívüli szolgáltatás felfüggesztett állapotban van.
- C osztály:

Vagy a GSM vagy a GPRS hálózatot használja; De egyszerre csak az egyik szolgáltatást.
A GPRS hálózatot használó készülékek adatátviteli sebessége nagyban függ a szabad
beszédcsatornák számától, hiszen a GPRS tulajdonképpen ezen csatornákat kapcsolja össze.
A készülékeket a fentebb említett osztályzás mellett egy ún. „Multislot” osztályokkal is szokták
illetni, mely megadja, hogy a telefon maximum hány beszédcsatornát tud összekapcsolni.
„Multislot” osztályok 1 – 32-ig léteznek. Az első osztályú 2 csatornát, míg a 32-es osztályú 6
beszédcsatornát tud összefogni.